# Frank Synnott
Francis Allan Synnott, detto Frank (Chatham, 28 dicembre 1891 – Boston, 12 ottobre 1945), è stato un hockeista su ghiaccio statunitense.

## Palmarès

### Olimpiadi
- Argento a Anversa 1920 nell'hockey su ghiaccio.

### Olimpiadi invernali
- Argento a Chamonix-Mont-Blanc 1924 nell'hockey su ghiaccio.